# Новый Белград (станция)
Новый Белград (серб. Нови Београд) — пассажирская железнодорожная станция в одноимённом районе Белграда. Расположена на линии, идущей на северо-запад в сторону Нови-Сада. Через станцию следуют поезда городской электрички БГ ВОЗ в Батайницу, Овчу и Ресник, а также дальние — на запад (Нови-Сад и Шид), восток (Панчево) и юг. Так как Белград-Центральный слабо связан с сетью городского общественного транспорта, станция Новый Белград также активно используется жителями правого берега Савы. Новый Белград — станция с наивысшим в Сербии пассажиропотоком, которая, возможно, станет главным транспортным хабом Белграда. Несмотря на неразвитость инфраструктуры, станция фактически исполняет роль главной в городе за счёт лучших транспортных связей с другими частями города. Рядом со станцией находится Белградский автовокзал.

## Галерея

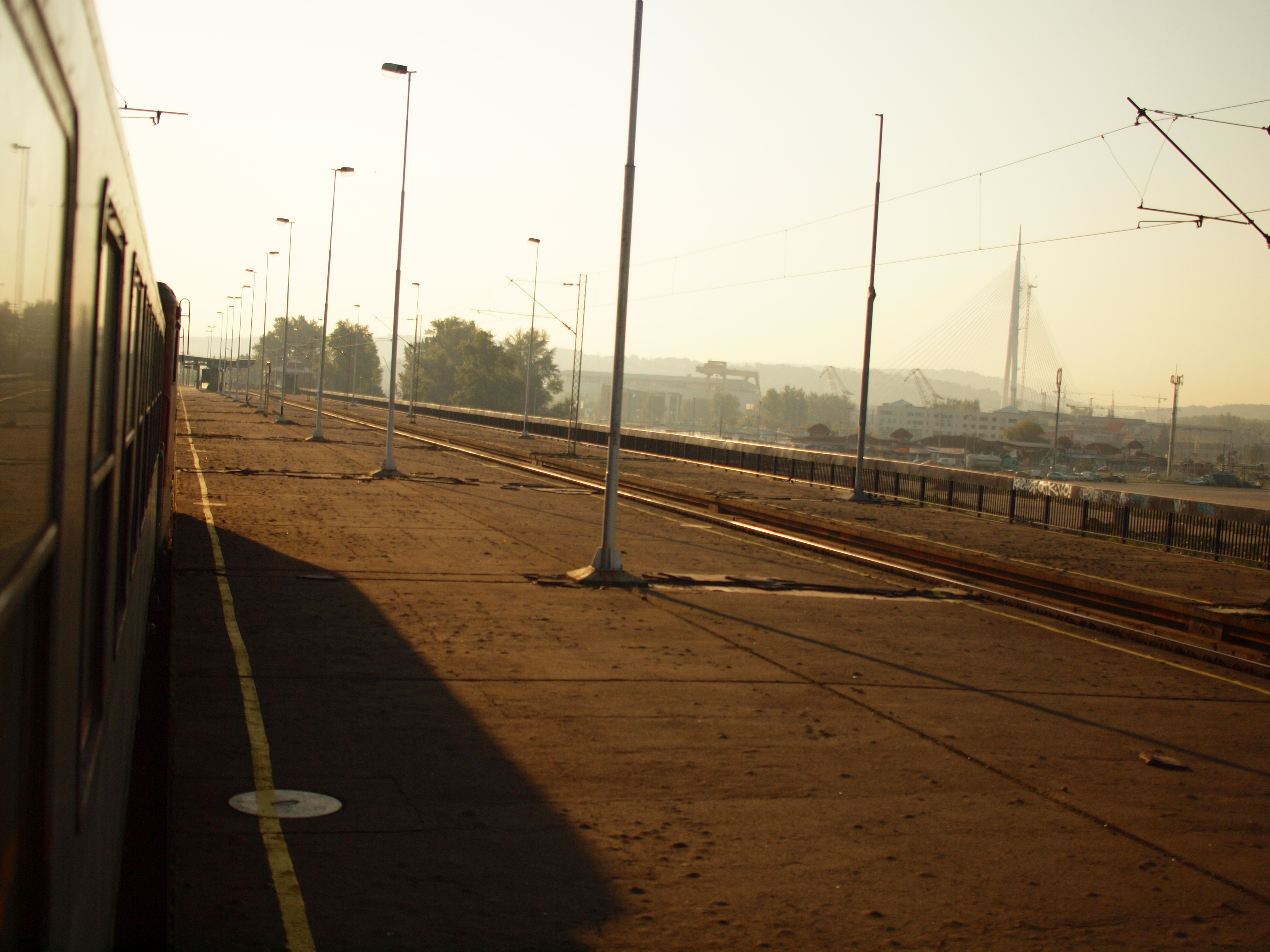
Станция до реконструкции
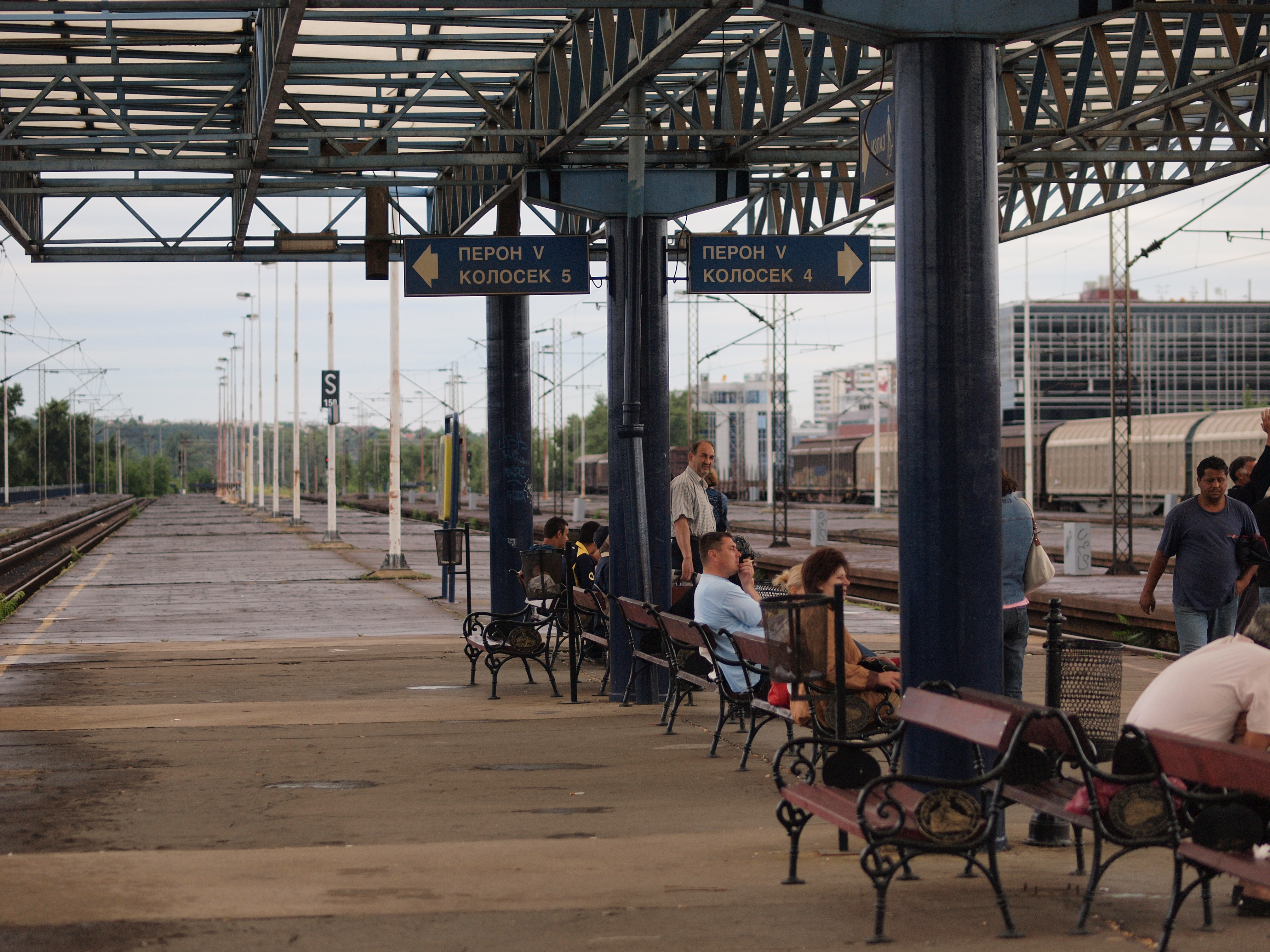
Станция до реконструкции
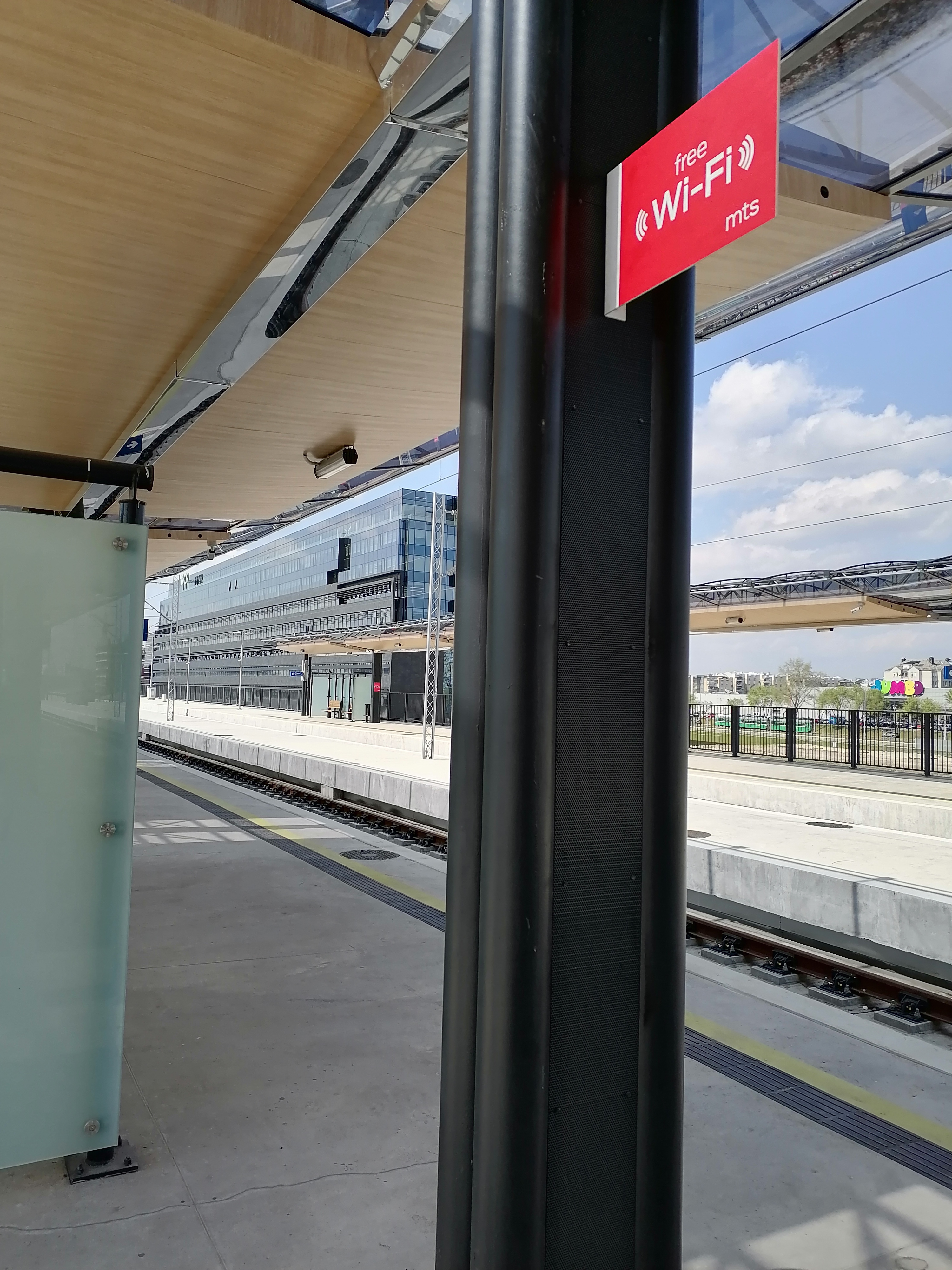
Станция после реконструкции, апрель 2022 года.
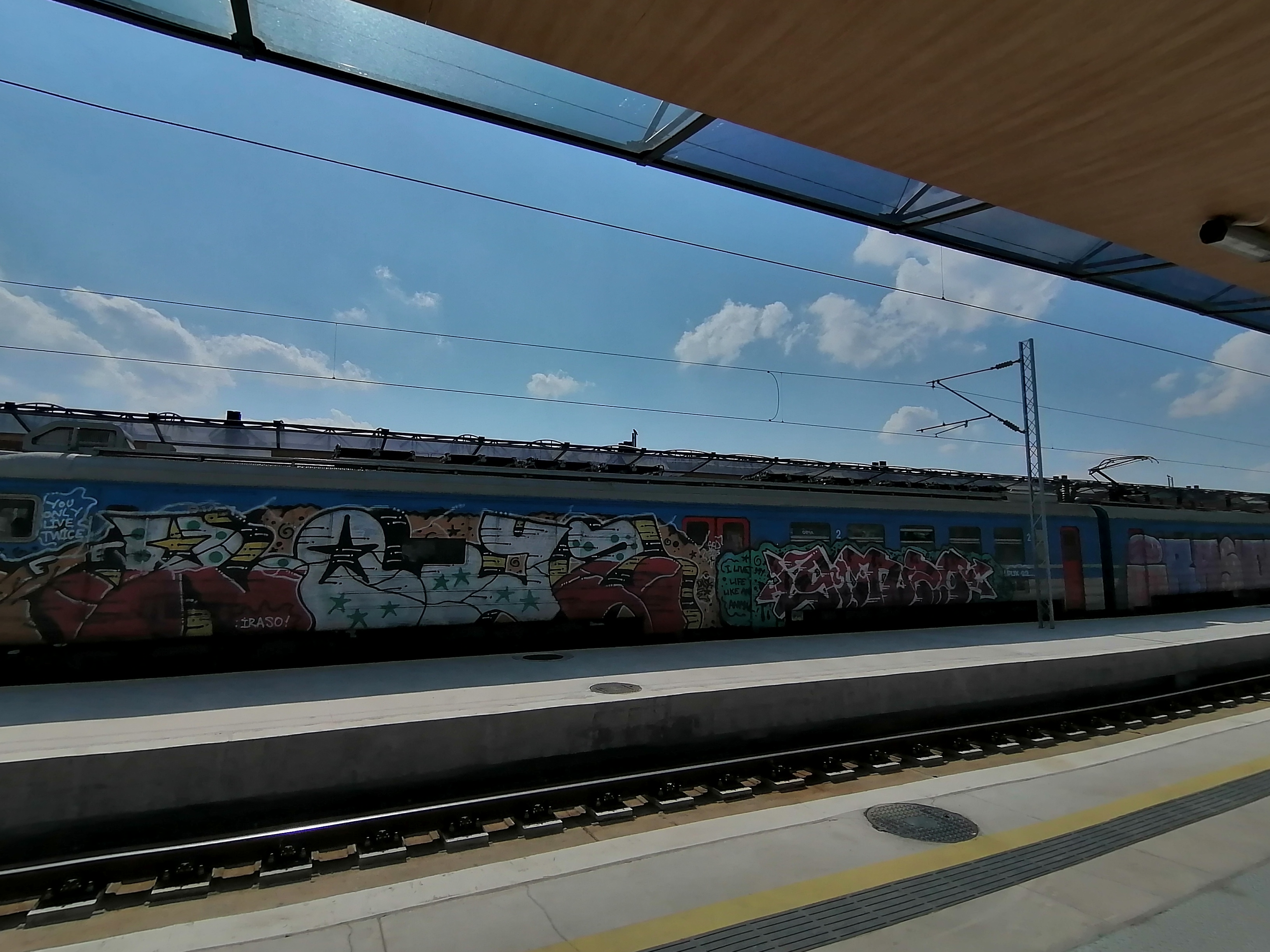
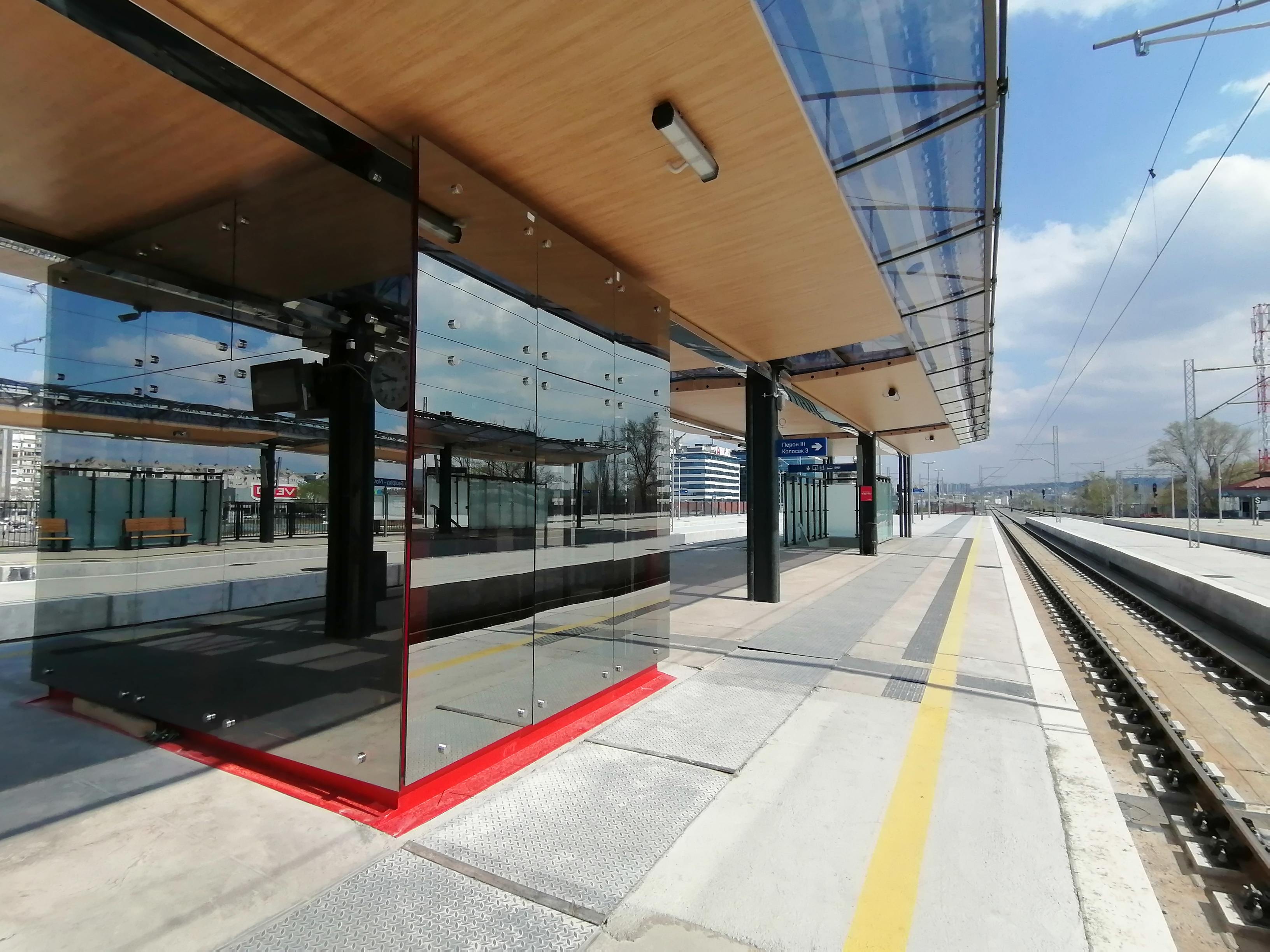
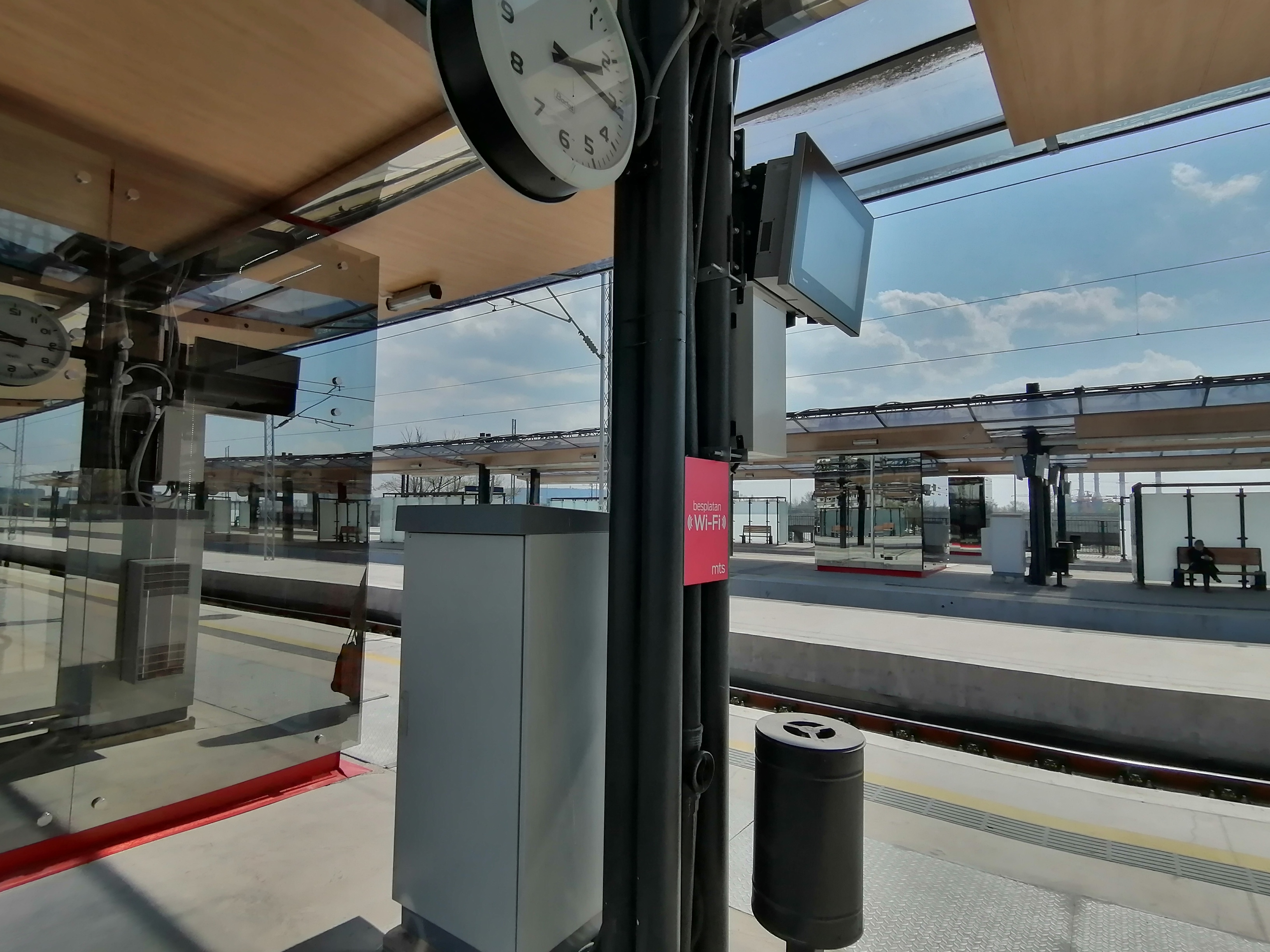
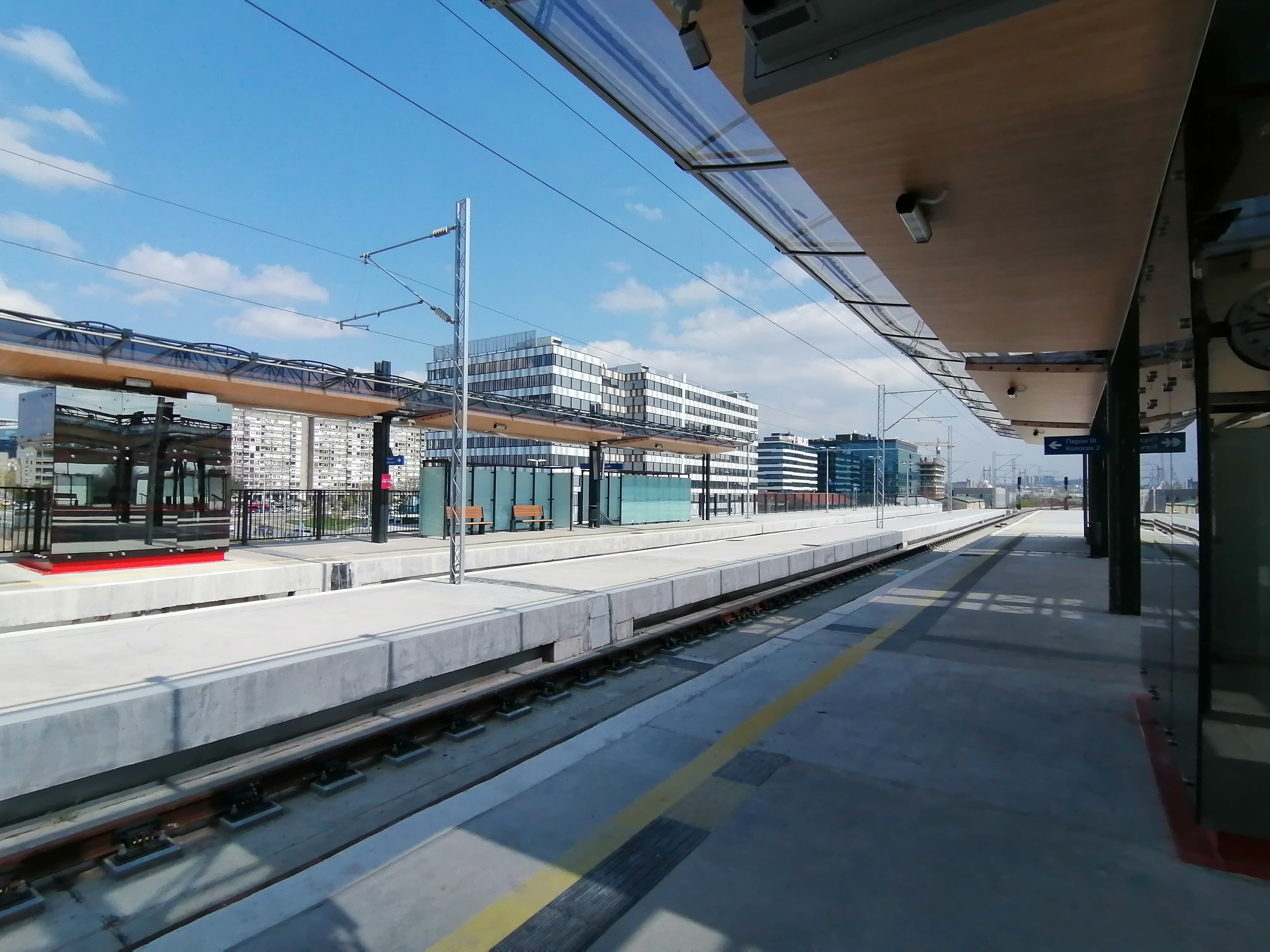
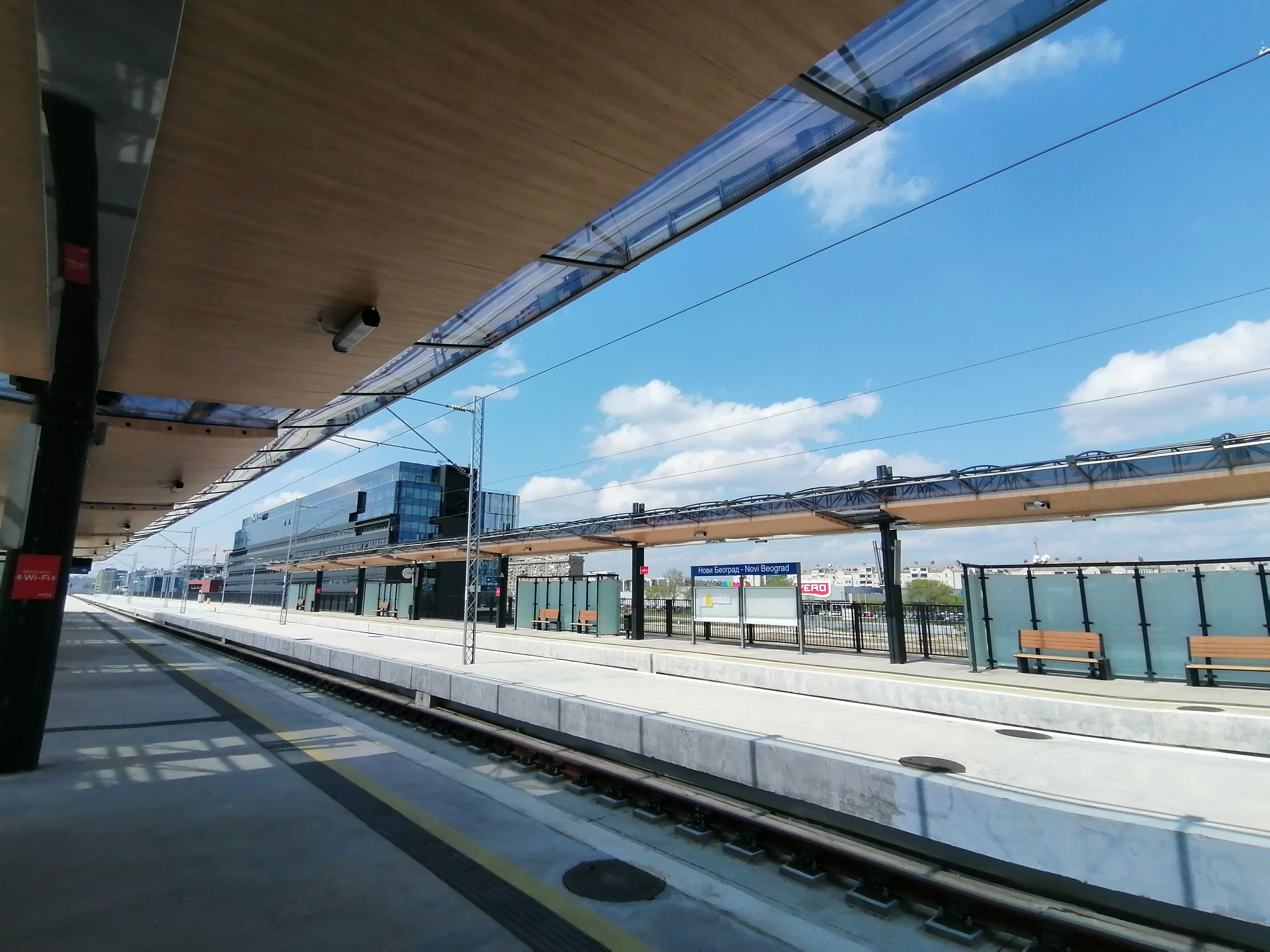
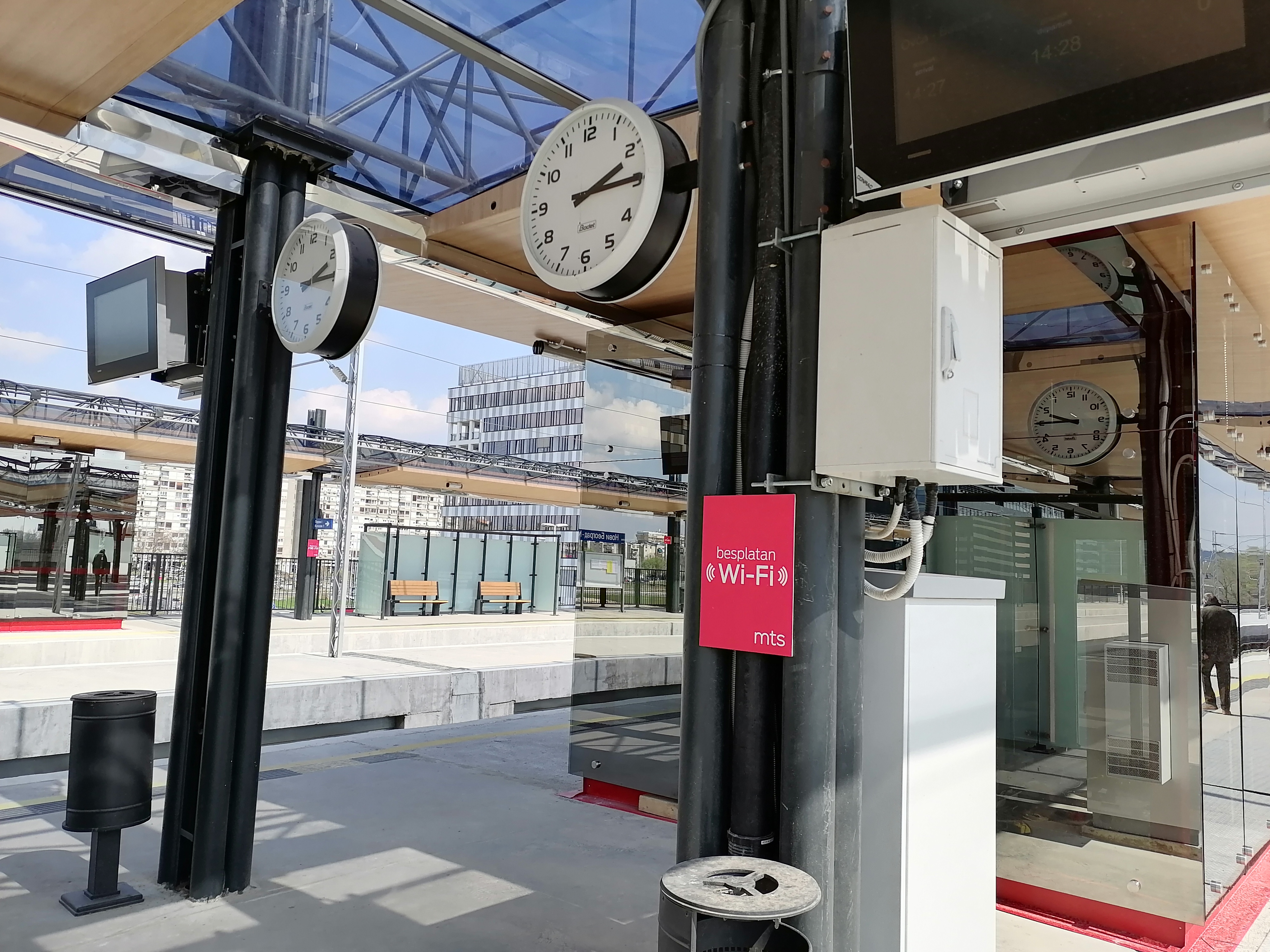
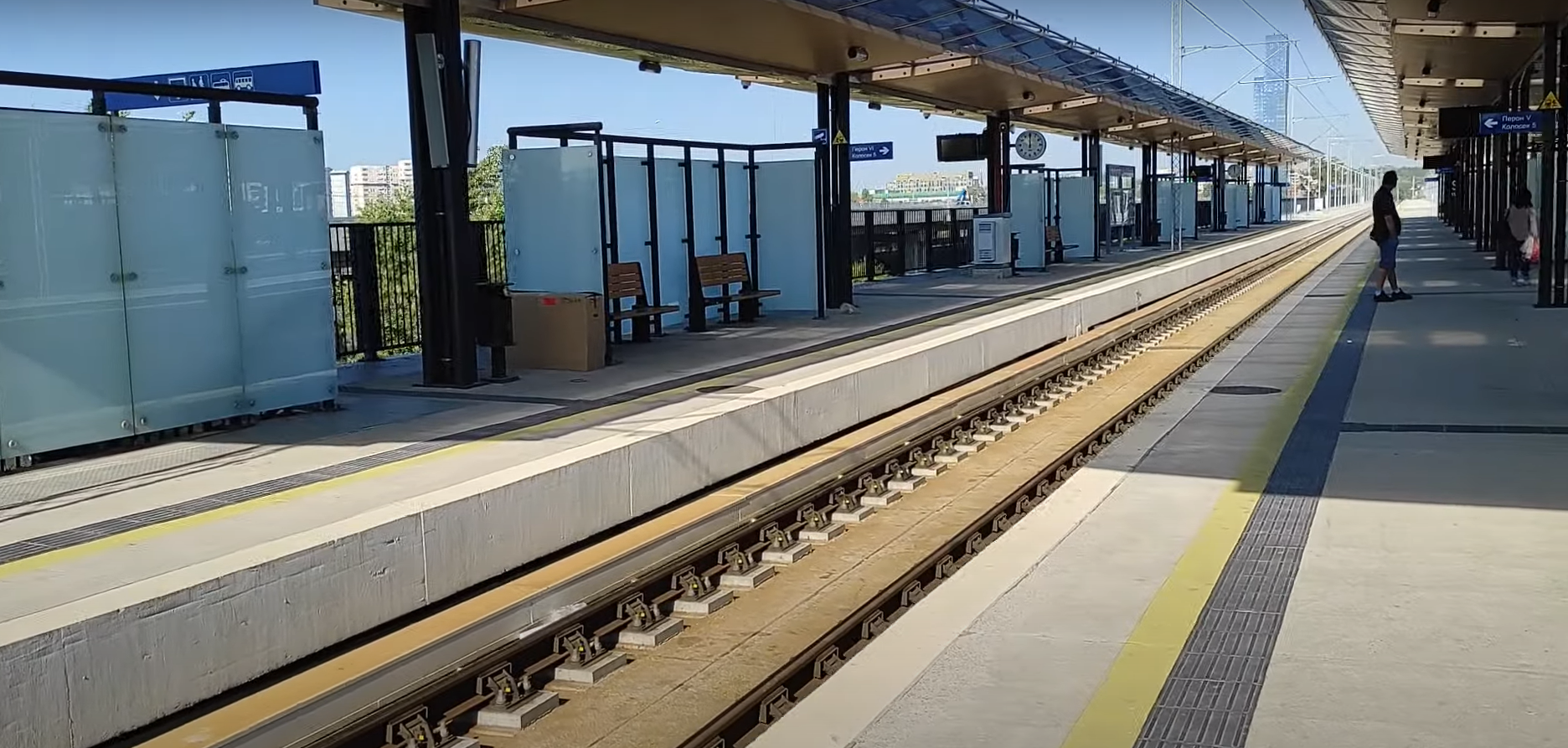